# سانتیاگو آلداما
سانتیاگو آلداما (اسپانیایی: Santiago Aldama‎؛ زادهٔ ۷ دسامبر ۱۹۶۸) بازیکن بسکتبال اهل اسپانیا بود.
از باشگاه‌هایی که در آن بازی کرده‌است می‌توان به باشگاه بسکتبال ساراگوسا اشاره کرد.